# Anolis maculiventris
Anolis maculiventris (плямисточеревий аноліс) — вид ігуаноподібних ящірок родини анолісових (Dactyloidae). Мешкає в Колумбії і Еквадорі.

## Поширення і екологія
Плямисточереві аноліси мешкають на тихоокеанському узбережжі Колумбії та північно-західного Еквадору. Вони живуть у вологих тропічних лісах, трапляються в мангрових лісах, в парках і садах. Зустрічаються на висоті до 1200 м над рівнем моря.